# Coppa del Mondo di scherma 2018
La Coppa del Mondo di scherma 2017-2018 è stata la 47ª edizione della competizione organizzata ogni anno dalla Federazione internazionale della scherma. È iniziata il 13 ottobre 2017 e si è conclusa il 15 luglio 2018, al termine dei campionati del mondo.

## Distribuzione dei punti

### Individuale
Le competizioni del calendario si suddividono in cinque categorie. Tutte portano dei punti validi per la Coppa del Mondo secondo un coefficiente prestabilito: 1 per le prove di Coppa del Mondo e i campionati continentali, 1,5 per i Grand Prix, 2,5 per i campionati mondiali e 3 per i Giochi olimpici. I tornei satellite, destinati a far familiarizzare i giovani schermidori con le competizioni internazionali, portano pochi punti.
Per calcolare la classifica di uno schermidore, contano solamente i cinque migliori punteggi ottenuti durante le prove di Coppa del Mondo, Grand Prix e satellite, oltre ai campionati mondiali e ai Giochi olimpici..
| Pos.                                    | 1  | 2  | 3-4 | 5-8 | 9-16 | 17-32 | 33-64 | 65-96 | 97-128 | 129-256 |
| --------------------------------------- | -- | -- | --- | --- | ---- | ----- | ----- | ----- | ------ | ------- |
| Satellite                               | 4  | 3  | 2   | 1   | 0    | 0     | 0     | 0     | 0      | 0       |
| Campionati continentali Coppa del Mondo | 32 | 26 | 20  | 14  | 8    | 4     | 2     | 1     | 0,5    | 0,25    |
| Grand Prix                              | 48 | 39 | 30  | 21  | 12   | 6     | 3     | 1,5   | 0,75   | 0,375   |
| Campionati mondiali                     | 80 | 65 | 50  | 35  | 20   | 10    | 5     | 2,5   | 1,25   | 0,625   |
| Giochi olimpici                         | 96 | 78 | 60  | 42  | 24   | 12    | 6     | 3     | 1,5    | 0,75    |

### A squadre
La distribuzione dei punti è la stessa per tutte le competizioni a squadre, tranne che per i campionati mondiali che portano il doppio dei punti.
Per calcolare la classifica di una squadre, contano solamente i quattro migliori risultati delle prove di Coppa del Mondo, oltre a quelli di campionati mondiali o Olimpiadi e dei campionati continentali.
| Pos.                                    | 1   | 2   | 3  | 4  | 5  | 6  | 7  | 8  | 9  | 10 | 11 | 12 | 13 | 14 | 15 | 16 | 17-32 |
| --------------------------------------- | --- | --- | -- | -- | -- | -- | -- | -- | -- | -- | -- | -- | -- | -- | -- | -- | ----- |
| Campionati continentali Coppa del Mondo | 64  | 52  | 40 | 36 | 32 | 30 | 28 | 26 | 25 | 24 | 23 | 22 | 21 | 20 | 19 | 18 | 8     |
| Campionati mondiali                     | 128 | 104 | 80 | 72 | 64 | 60 | 56 | 52 | 50 | 48 | 46 | 44 | 42 | 40 | 38 | 36 | 16    |

## Calendario
| Legenda | Abbreviazione | Categoria               |
|         | CM            | Campionati mondiali     |
|         | CC            | Campionati continentali |
|         | GP            | Grand Prix              |
|         | CdM           | Coppa del Mondo         |
|         | Sat           | Tornei satelliti        |

### Donne

#### Circuito principale
| Data             | Nome e luogo                                                | Cat. | Arma     | Tipo    | Vincitrice                                                                            | Finalista                                                                         | Semifinaliste                                                                                         | T      |
| ---------------- | ----------------------------------------------------------- | ---- | -------- | ------- | ------------------------------------------------------------------------------------- | --------------------------------------------------------------------------------- | --- | ------ |
| 13 ottobre 2017  | Coppa del Mondo Cancún                                      | CdM  | Fioretto | Indiv.  | Lee Kiefer                                                                            | Alice Volpi                                                                       | Martina Batini Arianna Errigo                                                                         | [ 3 ]  |
| 13 ottobre 2017  | Coppa del Mondo Cancún                                      | CdM  | Fioretto | Squadre | Russia Anastasia Ivanova Marta Martyanova Svetlana Tripapina Adelina Zagidullina      | Italia Martina Batini Arianna Errigo Camilla Mancini Alice Volpi                  | Stati Uniti Jacqueline Dubrovich Margaret Lu Sabrina Massialas Nicole Ross                            | [ 4 ]  |
| 20 ottobre 2017  | Spada di Tallin Tallinn                                     | CdM  | Spada    | Indiv.  | Mara Navarria                                                                         | Tatyana Gudkova                                                                   | Julia Beljajeva Emese Szász                                                                           | [ 5 ]  |
| 20 ottobre 2017  | Spada di Tallin Tallinn                                     | CdM  | Spada    | Squadre | Francia Aliya Bayram Marie-Florence Candassamy Alexandra Louis-Marie Coraline Vitalis | Italia Alice Clerici Rossella Fiamingo Roberta Marzani Giulia Rizzi               | Cina Lai Jiangling Wang Yufen Xu Chengzhi Zhu Mingye                                                  | [ 6 ]  |
| 27 ottobre 2017  | Trophée BNP Paribas Orléans                                 | CdM  | Sciabola | Indiv.  | Rossella Gregorio                                                                     | Loreta Gulotta                                                                    | Manon Brunet Bianca Pascu                                                                             | [ 7 ]  |
| 27 ottobre 2017  | Trophée BNP Paribas Orléans                                 | CdM  | Sciabola | Squadre | Russia Anna Bashta Yana Obvintseva Sofia Pozdniakova Svetlana Sheveleva               | Francia Cécilia Berder Manon Brunet Charlotte Lembach Caroline Queroli            | Corea del Sud Choi Shin-hui Choi Soo-yeon Hwang Seon-a Lee Ra-jin                                     | [ 8 ]  |
| 3 novembre 2017  | Challenge international de Saint-Maur Saint-Maur-des-Fossés | CdM  | Fioretto | Indiv.  | Hong Hyo-jin                                                                          | Alice Volpi                                                                       | Chae Song-oh Svetlana Tripapina                                                                       | [ 9 ]  |
| 3 novembre 2017  | Challenge international de Saint-Maur Saint-Maur-des-Fossés | CdM  | Fioretto | Squadre | Italia Martina Batini Arianna Errigo Camilla Mancini Alice Volpi                      | Russia Inna Deriglazova Anastasia Ivanova Marta Martyanova Svetlana Tripapina     | Cina Fu Yiting Gong Yu Huo Xingxin Wu Peilin                                                          | [ 10 ] |
| 10 novembre 2017 | Coppa del Mondo Suzhou                                      | CdM  | Spada    | Indiv.  | Sun Yiwen                                                                             | Nathalie Moellhausen                                                              | Renata Knapik-Miazga Magdalena Piekarska                                                              | [ 11 ] |
| 10 novembre 2017 | Coppa del Mondo Suzhou                                      | CdM  | Spada    | Squadre | Polonia Renata Knapik-Miazga Ewa Nelip Magdalena Piekarska Barbara Rutz               | Corea del Sud Choi In-jeong Jung Hyo-jung Kang Young-mi Shin A-lam                | Estonia Julia Beljajeva Nelli Differt Erika Kirpu Kristina Kuusk                                      | [ 12 ] |
| 17 novembre 2017 | Coppa del Mondo Sint-Niklaas                                | CdM  | Sciabola | Indiv.  | Olha Kharlan                                                                          | Rossella Gregorio                                                                 | Yana Egorian Irene Vecchi                                                                             | [ 13 ] |
| 17 novembre 2017 | Coppa del Mondo Sint-Niklaas                                | CdM  | Sciabola | Squadre | Italia Martina Criscio Rossella Gregorio Loreta Gulotta Irene Vecchi                  | Francia Cécilia Berder Manon Brunet Charlotte Lembach Caroline Queroli            | Corea del Sud Choi Soo-yeon Kim Ji-yeon Lee Ra-jin Yoon Ji-su                                         | [ 14 ] |
| 1 dicembre 2017  | Grand Prix Torino                                           | GP   | Fioretto | Indiv.  | Inna Deriglazova                                                                      | Alice Volpi                                                                       | Arianna Errigo Valentina De Costanzo                                                                  | [ 15 ] |
| 8 dicembre 2017  | Grand Prix del Qatar Doha                                   | GP   | Spada    | Indiv.  | Ana Maria Popescu                                                                     | Mara Navarria                                                                     | Choi In-jeong Hou Guangjuan                                                                           | [ 16 ] |
| 15 dicembre 2017 | Grand Prix Cancún                                           | GP   | Sciabola | Indiv.  | Olha Kharlan                                                                          | Arianna Errigo                                                                    | Cécilia Berder Yana Egorian                                                                           | [ 17 ] |
| 12 gennaio 2018  | Coppa del Mondo Katowice                                    | CdM  | Fioretto | Indiv.  | Inna Deriglazova                                                                      | Lee Kiefer                                                                        | Camilla Mancini Anne Sauer                                                                            | [ 18 ] |
| 12 gennaio 2018  | Coppa del Mondo Katowice                                    | CdM  | Fioretto | Squadre | Russia Inna Deriglazova Anastasia Ivanova Marta Martyanova Svetlana Tripapina         | Italia Arianna Errigo Camilla Mancini Francesca Palumbo Alice Volpi               | Francia Anita Blaze Jéromine Mpah-Njanga Pauline Ranvier Ysaora Thibus                                | [ 19 ] |
| 19 gennaio 2018  | Coppa del Mondo L'Avana                                     | CdM  | Spada    | Indiv.  | Coraline Vitalis                                                                      | Lee Hye-in                                                                        | Vivian Kong Sun Yiwen                                                                                 | [ 20 ] |
| 19 gennaio 2018  | Coppa del Mondo L'Avana                                     | CdM  | Spada    | Squadre | Corea del Sud Choi In-jeong Jung Hyo-jung Kang Young-mi Lee Hye-in                    | Russia Tatyana Andryushina Tatyana Gudkova Violetta Kolobova Daria Martynyuk      | Cina Hou Guangjuan Sun Yiwen Xu Chengzi Zhu Mingye                                                    | [ 21 ] |
| 26 gennaio 2018  | Coppa del Mondo Baltimora                                   | CdM  | Sciabola | Indiv.  | Martina Criscio                                                                       | Misaki Emura                                                                      | Charlotte Lembach Sarah Noutcha                                                                       | [ 22 ] |
| 26 gennaio 2018  | Coppa del Mondo Baltimora                                   | CdM  | Sciabola | Squadre | Francia Cécilia Berder Manon Brunet Charlotte Lembach Caroline Queroli                | Cina Fu Ying Qian Jiarui Shao Yaqi Yang Hengyu                                    | Corea del Sud Choi Soo-yeon Kim Ji-yeon Lee Ra-jin Yoon Ji-su                                         | [ 23 ] |
| 2 febbraio 2018  | Coppa del Mondo Algeri                                      | CdM  | Fioretto | Indiv.  | Alice Volpi                                                                           | Erica Cipressa                                                                    | Inna Deriglazova Hanna Łyczbińska                                                                     | [ 24 ] |
| 2 febbraio 2018  | Coppa del Mondo Algeri                                      | CdM  | Fioretto | Squadre | Russia Inna Deriglazova Anastasia Ivanova Marta Martyanova Svetlana Tripapina         | Francia Anita Blaze Astrid Guyart Pauline Ranvier Ysaora Thibus                   | Stati Uniti Iman Blow Jacqueline Dubrovich Nzingha Prescod Nicole Ross                                | [ 25 ] |
| 9 febbraio 2018  | Coppa del Mondo Barcellona                                  | CdM  | Spada    | Indiv.  | Zhu Mingye                                                                            | Tatyana Andryushina                                                               | Kang Young-mi Olena Kryvytska                                                                         | [ 26 ] |
| 9 febbraio 2018  | Coppa del Mondo Barcellona                                  | CdM  | Spada    | Squadre | Russia Tatyana Gudkova Violetta Khrapina Olga Kochneva Violetta Kolobova              | Italia Rossella Fiamingo Mara Navarria Giulia Rizzi Alberta Santuccio             | Stati Uniti Katharine Holmes Courtney Hurley Kelley Hurley Amanda Sirico                              | [ 27 ] |
| 16 marzo 2018    | Coppa Acropoli Atene                                        | CdM  | Sciabola | Indiv.  | Bianca Pascu                                                                          | Liza Pusztai                                                                      | Manon Brunet Anna Márton                                                                              | [ 28 ] |
| 16 marzo 2018    | Coppa Acropoli Atene                                        | CdM  | Sciabola | Squadre | Italia Martina Criscio Rossella Gregorio Loreta Gulotta Irene Vecchi                  | Corea del Sud Choi Soo-yeon Kim Ji-yeon Lee Ra-jin Yoon Ji-su                     | Francia Cécilia Berder Saoussen Boudiaf Charlotte Lembach Caroline Quéroli                            | [ 29 ] |
| 16 marzo 2018    | Grand Prix Long Beach                                       | GP   | Fioretto | Indiv.  | Inna Deriglazova                                                                      | Anne Sauer                                                                        | Leonie Ebert Lee Kiefer                                                                               | [ 30 ] |
| 23 marzo 2018    | Grand Prix Westend Budapest                                 | GP   | Spada    | Indiv.  | Mara Navarria                                                                         | Lin Sheng                                                                         | Marie-Florence Candassamy Ewa Nelip                                                                   | [ 31 ] |
| 30 marzo 2018    | Grand Prix Seul                                             | GP   | Sciabola | Indiv.  | Olha Kharlan                                                                          | Anna Márton                                                                       | Anna Limbach Bianca Pascu                                                                             | [ 32 ] |
| 27 aprile 2018   | Coppa Reinhold-Würth Tauberbischofsheim                     | CdM  | Fioretto | Indiv.  | Inna Deriglazova                                                                      | Jeon Hee-sok                                                                      | Leonie Ebert Lee Kiefer                                                                               | [ 33 ] |
| 27 aprile 2018   | Coppa Reinhold-Würth Tauberbischofsheim                     | CdM  | Fioretto | Squadre | Russia Inna Deriglazova Marta Martyanova Svetlana Tripapina Adelina Zagidullina       | Italia Erica Cipressa Arianna Errigo Camilla Mancini Alice Volpi                  | Francia Anita Blaze Astrid Guyart Jéromine Mpah-Njanga Ysaora Thibus                                  | [ 34 ] |
| 4 maggio 2018    | Coppa del Mondo Dubai                                       | CdM  | Spada    | Indiv.  | Sun Yiwen                                                                             | Laurence Épée                                                                     | Choi In-jeong Violetta Kolobova                                                                       | [ 35 ] |
| 4 maggio 2018    | Coppa del Mondo Dubai                                       | CdM  | Spada    | Squadre | Stati Uniti Katharine Holmes Courtney Hurley Kelley Hurley Natalie Vie                | Russia Tatyana Andryushina Violetta Khrapina Violetta Kolobova Aizanat Murtazaeva | Italia Rossella Fiamingo Mara Navarria Giulia Rizzi Alberta Santuccio                                 | [ 36 ] |
| 12 maggio 2018   | Grand Prix Mosca                                            | GP   | Sciabola | Indiv.  | Sof'ja Velikaja                                                                       | Anna Márton                                                                       | Kim Ji-yeon Mariel Zagunis                                                                            | [ 37 ] |
| 18 maggio 2018   | Grand Prix Shanghai                                         | GP   | Fioretto | Indiv.  | Inna Deriglazova                                                                      | Karin Miyawaki                                                                    | Chae Song-oh Eleanor Harvey                                                                           | [ 38 ] |
| 25 maggio 2018   | Grand Prix Cali                                             | GP   | Spada    | Indiv.  | Emese Szász                                                                           | Courtney Hurley                                                                   | Federica Isola Auriane Mallo                                                                          | [ 39 ] |
| 2 giugno 2018    | Coppa del Mondo Tunisi                                      | CdM  | Sciabola | Indiv.  | Manon Brunet                                                                          | Olha Kharlan                                                                      | Bianca Pascu Margaux Rifkiss                                                                          | [ 40 ] |
| 2 giugno 2018    | Coppa del Mondo Tunisi                                      | CdM  | Sciabola | Squadre | Russia Yana Egorian Sofia Pozdniakova Svetlana Sheveleva Sof'ja Velikaja              | Francia Sara Balzer Manon Brunet Charlotte Lembach Caroline Quéroli               | Italia Martina Criscio Rossella Gregorio Loreta Gulotta Irene Vecchi                                  | [ 41 ] |
| 5 giugno 2018    | Campionati africani Tunisi                                  | CC   | Spada    | Indiv.  | Aya Medany                                                                            | Nardin Ehab                                                                       | Inès Boubakri Gbahi Gwladys Sakoa                                                                     | [ 42 ] |
| 5 giugno 2018    | Campionati africani Tunisi                                  | CC   | Spada    | Squadre | Egitto Nardin Ehab Salwa Gaber Ayah Mahdy Aya Medany                                  | Tunisia Sarra Besbes Nesrine Ghrib Maya Mansouri Feryel Ziden                     | Algeria Maroua Gueham Hanane Laggoune Yousra Zeboudj -                                                | [ 43 ] |
| 5 giugno 2018    | Campionati africani Tunisi                                  | CC   | Fioretto | Indiv.  | Inès Boubakri                                                                         | Yara El Sharkawy                                                                  | Noha Hany Noura Mohamed                                                                               | [ 44 ] |
| 5 giugno 2018    | Campionati africani Tunisi                                  | CC   | Fioretto | Squadre | Tunisia Sarra Afi Inès Boubakri Haïfa Jabri Fatma Sethom                              | Algeria Inès-Jade Fellah Meriem Mebarki Sonia Zeboudj -                           | Egitto Yara El Sharkawy Noha Hany Noura Mohamed -                                                     | [ 45 ] |
| 5 giugno 2018    | Campionati africani Tunisi                                  | CC   | Sciabola | Indiv.  | Azza Besbes                                                                           | Nada Hafez                                                                        | Abik Boungab Lina Mohamed                                                                             | [ 46 ] |
| 5 giugno 2018    | Campionati africani Tunisi                                  | CC   | Sciabola | Squadre | Tunisia Amira Ben Chaabane Azza Besbes Khadija Chemkhi Yosra Ghrairi                  | Egitto Logayn Faramawe Lina Mohamed Nour Montaser -                               | Algeria Chaïma Benadouda Amira El Hafaïa Abik Boungab -                                               | [ 47 ] |
| 15 giugno 2018   | Campionati panamericani L'Avana                             | CC   | Spada    | Indiv.  | Kelley Hurley                                                                         | Isabel Di Tella                                                                   | Guo Zi Shan Yamilka Rodríguez Quesada                                                                 | [ 48 ] |
| 15 giugno 2018   | Campionati panamericani L'Avana                             | CC   | Spada    | Squadre | Stati Uniti Katharine Holmes Courtney Hurley Kelley Hurley Amanda Sirico              | Canada Guo Zi Shan Malinka Hoppe Montanaro Leonora Mackinnon Sze Ka Yan           | Cuba Yania Gavilán Sánchez Diamelys González Sandoval Ceily Mendoza Venzant Yamilka Rodríguez Quesada | [ 49 ] |
| 15 giugno 2018   | Campionati panamericani L'Avana                             | CC   | Fioretto | Indiv.  | Lee Kiefer                                                                            | Kelleigh Ryan                                                                     | Nzingha Prescod Nicole Ross                                                                           | [ 50 ] |
| 15 giugno 2018   | Campionati panamericani L'Avana                             | CC   | Fioretto | Squadre | Stati Uniti Lee Kiefer Margaret Lu Nzingha Prescod Nicole Ross                        | Canada Shannon Comerford Alanna Goldie Eleanor Harvey Kelleigh Ryan               | Brasile Ana Beatriz Bulcão Gabriela Pecchini Mariana Pistoia Ana Toldo                                | [ 51 ] |
| 15 giugno 2018   | Campionati panamericani L'Avana                             | CC   | Sciabola | Indiv.  | Dagmara Wozniak                                                                       | Anne-Elizabeth Stone                                                              | Chloe Fox-Gitomer María Belén Pérez                                                                   | [ 52 ] |
| 15 giugno 2018   | Campionati panamericani L'Avana                             | CC   | Sciabola | Squadre | Stati Uniti Monica Aksamit Chloe Fox-Gitomer Anne-Elizabeth Stone Dagmara Wozniak     | Messico Natalia Botello Alekxandra Echeverría Vanessa Infante Julieta Toledo      | Venezuela Luismar Banezca Alejandra Benítez Milagros Pastran Shia Rodríguez                           | [ 53 ] |
| 16 giugno 2018   | Campionato europeo Novi Sad                                 | CC   | Spada    | Indiv.  | Katrina Lehis                                                                         | Kristina Kuusk                                                                    | Julia Beljajeva Violetta Kolobova                                                                     | [ 54 ] |
| 16 giugno 2018   | Campionato europeo Novi Sad                                 | CC   | Spada    | Squadre | Francia Marie-Florence Candassamy Laurence Épée Auriane Mallo Coraline Vitalis        | Polonia Renata Knapik-Miazga Ewa Nelip Barbara Rutz Aleksandra Zamachowska        | Estonia Julia Beljajeva Irina Embrich Erika Kirpu Kristina Kuusk                                      | [ 55 ] |
| 16 giugno 2018   | Campionato europeo Novi Sad                                 | CC   | Fioretto | Indiv.  | Inna Deriglazova                                                                      | Arianna Errigo                                                                    | Martyna Synoradzka Alice Volpi                                                                        | [ 56 ] |
| 16 giugno 2018   | Campionato europeo Novi Sad                                 | CC   | Fioretto | Squadre | Italia Chiara Cini Arianna Errigo Camilla Mancini Alice Volpi                         | Russia Inna Deriglazova Anastasia Ivanova Marta Martyanova Svetlana Tripapina     | Francia Anita Blaze Astrid Guyart Pauline Ranvier Ysaora Thibus                                       | [ 57 ] |
| 16 giugno 2018   | Campionato europeo Novi Sad                                 | CC   | Sciabola | Indiv.  | Sof'ja Velikaja                                                                       | Cécilia Berder                                                                    | Marta Puda Svetlana Sheveleva                                                                         | [ 58 ] |
| 16 giugno 2018   | Campionato europeo Novi Sad                                 | CC   | Sciabola | Squadre | Russia Yana Egorian Sofia Pozdniakova Svetlana Sheveleva Sof'ja Velikaja              | Ucraina Yuliya Bakastova Olha Kharlan Alina Komaščuk Olena Voronina               | Francia Cécilia Berder Manon Brunet Charlotte Lembach Caroline Quéroli                                | [ 59 ] |
| 17 giugno 2018   | Campionati asiatici Bangkok                                 | CC   | Spada    | Indiv.  | Vivian Kong                                                                           | Kang Young-mi                                                                     | Hsieh Kaylin Sin Yan Lee Hye-in                                                                       | [ 60 ] |
| 17 giugno 2018   | Campionati asiatici Bangkok                                 | CC   | Spada    | Squadre | Cina Hou Guangjuan Li Sheng Sun Yiwen Zhu Mingye                                      | Hong Kong Chu Ka Mong Hsieh Kaylin Sin Yan Vivian Kong Lin Yik Hei                | Corea del Sud Choi In-jeong Kang Young-mi Lee Hye-in Shin A-lam                                       | [ 61 ] |
| 17 giugno 2018   | Campionati asiatici Bangkok                                 | CC   | Fioretto | Indiv.  | Komaki Kikuchi                                                                        | Jeon Hee-sok                                                                      | Fu Yiting Nam Hyun-hee                                                                                | [ 62 ] |
| 17 giugno 2018   | Campionati asiatici Bangkok                                 | CC   | Fioretto | Squadre | Corea del Sud Hong Hyo-jin Hong Seo-in Jeon Hee-sok Nam Hyun-hee                      | Giappone Sera Azuma Komaki Kikuchi Karin Miyawaki Shiho Nishioka                  | Cina Chen Qingyuan Fu Yiting Huo Xingxin Shi Yue                                                      | [ 63 ] |
| 17 giugno 2018   | Campionati asiatici Bangkok                                 | CC   | Sciabola | Indiv.  | Kim Ji-yeon                                                                           | Qian Jiarui                                                                       | Choi Soo-yeon Lam Hin Wai                                                                             | [ 64 ] |
| 17 giugno 2018   | Campionati asiatici Bangkok                                 | CC   | Sciabola | Squadre | Cina Jia Xiaoye Qian Jiarui Shao Yaqi Yang Hengyu                                     | Corea del Sud Choi Soo-yeon Hwang Seon-a Kim Ji-yeon -                            | Kazakistan Aibike Khabibullina Tamara Pochekutova Tatyana Prikhodko Aigerim Sarybay                   | [ 65 ] |
| 15 luglio 2018   | Campionato mondiale Wuxi                                    | CM   | Spada    | Indiv.  | Mara Navarria                                                                         | Ana Maria Popescu                                                                 | Courtney Hurley Laura Staelhi                                                                         | [ 66 ] |
| 15 luglio 2018   | Campionato mondiale Wuxi                                    | CM   | Spada    | Squadre | Stati Uniti Katharine Holmes Courtney Hurley Kelley Hurley Amanda Sirico              | Corea del Sud Choi In-jeong Kang Young-mi Lee Hye-in Shin A-lam                   | Cina Lin Sheng Sun Yiwen Xu Chengzi Zhu Mingye                                                        | [ 67 ] |
| 15 luglio 2018   | Campionato mondiale Wuxi                                    | CM   | Fioretto | Indiv.  | Alice Volpi                                                                           | Ysaora Thibus                                                                     | Inès Boubakri Arianna Errigo                                                                          | [ 68 ] |
| 15 luglio 2018   | Campionato mondiale Wuxi                                    | CM   | Fioretto | Squadre | Stati Uniti Lee Kiefer Margaret Lu Nzingha Prescod Nicole Ross                        | Italia Chiara Cini Arianna Errigo Camilla Mancini Alice Volpi                     | Francia Anita Blaze Astrid Guyart Pauline Ranvier Ysaora Thibus                                       | [ 69 ] |
| 15 luglio 2018   | Campionato mondiale Wuxi                                    | CM   | Sciabola | Indiv.  | Sofia Pozdniakova                                                                     | Sof'ja Velikaja                                                                   | Yana Egorian Anne-Elizabeth Stone                                                                     | [ 70 ] |
| 15 luglio 2018   | Campionato mondiale Wuxi                                    | CM   | Sciabola | Squadre | Francia Cécilia Berder Manon Brunet Charlotte Lembach Caroline Quéroli                | Russia Yana Egorian Sofia Pozdniakova Svetlana Sheveleva Sof'ja Velikaja          | Corea del Sud Choi Soo-yeon Hwang Seon-a Kim Ji-yeon Yoon Ji-su                                       | [ 71 ] |

### Uomini

#### Circuito principale
| Data             | Nome e luogo                                | Cat. | Arma     | Tipo    | Vincitore                                                                         | Finalista                                                                               | Semifinalisti                                                                                                 | T       |
| ---------------- | ------------------------------------------- | ---- | -------- | ------- | --------------------------------------------------------------------------------- | --------------------------------------------------------------------------------------- | --- | ------- |
| 20 ottobre 2017  | Sfida dei Faraoni Il Cairo                  | CdM  | Fioretto | Indiv.  | Richard Kruse                                                                     | Alessio Foconi                                                                          | Cheung Ka Long Race Imboden                                                                                   | [ 72 ]  |
| 20 ottobre 2017  | Sfida dei Faraoni Il Cairo                  | CdM  | Fioretto | Squadre | Stati Uniti Miles Chamley-Watson Race Imboden Alexander Massialas Gerek Meinhardt | Russia Iskander Akhmetov Timur Arslanov Kirill Borodačëv Dmitry Zherebchenko            | Italia Giorgio Avola Andrea Cassarà Alessio Foconi Lorenzo Nista                                              | [ 73 ]  |
| 27 ottobre 2017  | Grand Prix Berna                            | CdM  | Spada    | Indiv.  | Park Sang-young                                                                   | Bohdan Nikishyn                                                                         | Ihor Reizlin Volodymyr Stankevych                                                                             | [ 74 ]  |
| 27 ottobre 2017  | Grand Prix Berna                            | CdM  | Spada    | Squadre | Corea del Sud Kim Seung-gu Park Kyoung-doo Jung Jin-sun Kweon Young-jun           | Russia Sergey Bida Anton Glebko Sergey Khodos Pavel Sukhov                              | Giappone Koki Kano Kazuyasu Minobe Satoru Uyama Masaru Yamada                                                 | [ 75 ]  |
| 3 novembre 2017  | Coppa del Mondo Algeri                      | CdM  | Sciabola | Indiv.  | Eli Dershwitz                                                                     | Enrico Berrè                                                                            | Kamil Ibragimov Veniamin Reshetnikov                                                                          | [ 76 ]  |
| 3 novembre 2017  | Coppa del Mondo Algeri                      | CdM  | Sciabola | Squadre | Germania Max Hartung Richard Hübers Matyas Szabo Benedikt Wagner                  | Italia Enrico Berrè Luca Curatoli Aldo Montano Luigi Samele                             | Ungheria Tamás Decsi Csanád Gémesi András Szatmári Áron Szilágyi                                              | [ 77 ]  |
| 10 novembre 2017 | Coppa del Principe Takamado Tokyo           | CdM  | Fioretto | Indiv.  | Erwann Le Péchoux                                                                 | Andrea Cassarà                                                                          | Edoardo Luperi Gerek Meinhardt                                                                                | [ 78 ]  |
| 10 novembre 2017 | Coppa del Principe Takamado Tokyo           | CdM  | Fioretto | Squadre | Stati Uniti Miles Chamley-Watson Race Imboden Alexander Massialas Gerek Meinhardt | Corea del Sud Ha Tae-gyu Heo Jun Lee Kwang-hyun Son Young-ki                            | Giappone Kyōsuke Matsuyama Ryōhei Noguchi Toshiya Saitō Takahiro Shikine                                      | [ 79 ]  |
| 17 novembre 2017 | Trofeo del Carroccio Legnano                | CdM  | Spada    | Indiv.  | András Redli                                                                      | Daniel Berta                                                                            | Max Heinzer Ruslan Kurbanov                                                                                   | [ 80 ]  |
| 17 novembre 2017 | Trofeo del Carroccio Legnano                | CdM  | Spada    | Squadre | Russia Sergey Bida Nikita Glazkov Sergey Khodos Pavel Sukhov                      | Italia Marco Fichera Enrico Garozzo Paolo Pizzo Andrea Santarelli                       | Corea del Sud An Sung-ho Jung Jin-sun Kim Seung-gu Park Kyoung-doo                                            | [ 81 ]  |
| 1 dicembre 2017  | Grand Prix Torino                           | GP   | Fioretto | Indiv.  | Alexander Massialas                                                               | Timur Safin                                                                             | Alessio Foconi Enzo Lefort                                                                                    | [ 82 ]  |
| 1 dicembre 2017  | Coppa Gerevich-Kovács-Kárpáti Győr          | CdM  | Sciabola | Indiv.  | Oh Sang-uk                                                                        | Veniamin Reshetnikov                                                                    | Boladé Apithy Vincent Anstett                                                                                 | [ 83 ]  |
| 1 dicembre 2017  | Coppa Gerevich-Kovács-Kárpáti Győr          | CdM  | Sciabola | Squadre | Corea del Sud Gu Bon-gil Kim Jun-ho Kim Jung-hwan Oh Sang-uk                      | Italia Enrico Berrè Luca Curatoli Aldo Montano Luigi Samele                             | Ungheria Tamás Decsi Csanád Gémesi András Szatmári Áron Szilágyi                                              | [ 84 ]  |
| 8 dicembre 2017  | Grand Prix del Qatar Doha                   | GP   | Spada    | Indiv.  | Park Sang-young                                                                   | Jung Jin-sun                                                                            | Paolo Pizzo Andrea Santarelli                                                                                 | [ 85 ]  |
| 15 dicembre 2017 | Grand Prix Cancún                           | GP   | Sciabola | Indiv.  | Oh Sang-uk                                                                        | Áron Szilágyi                                                                           | Gu Bon-gil András Szatmári                                                                                    | [ 86 ]  |
| 19 gennaio 2018  | Challenge International de Paris Parigi     | CdM  | Fioretto | Indiv.  | Alessio Foconi                                                                    | Daniele Garozzo                                                                         | Giorgio Avola Julien Mertine                                                                                  | [ 87 ]  |
| 19 gennaio 2018  | Challenge International de Paris Parigi     | CdM  | Fioretto | Squadre | Stati Uniti Miles Chamley-Watson Race Imboden Alexander Massialas Gerek Meinhardt | Italia Giorgio Avola Andrea Cassarà Alessio Foconi Daniele Garozzo                      | Francia Erwann Auclin Erwann Le Péchoux Enzo Lefort Julien Mertine                                            | [ 88 ]  |
| 25 gennaio 2018  | Coppa d'Heidenheim Heidenheim               | CdM  | Spada    | Indiv.  | Kazuyasu Minobe                                                                   | Bohdan Nikishyn                                                                         | Vadim Anokhin Gabriele Cimini                                                                                 | [ 89 ]  |
| 25 gennaio 2018  | Coppa d'Heidenheim Heidenheim               | CdM  | Spada    | Squadre | Corea del Sud Jung Jin-sun Kweon Young-jun Park Kyoung-doo Park Sang-young        | Francia Mathias Biabiany Yannick Borel Ronan Gustin Daniel Jerent                       | Svizzera Max Heinzer Lucas Malcotti Michele Niggeler Benjamin Steffen                                         | [ 90 ]  |
| 2 febbraio 2018  | Trofeo Luxardo Padova                       | CdM  | Sciabola | Indiv.  | Eli Dershwitz                                                                     | Áron Szilágyi                                                                           | Luca Curatoli András Szatmári                                                                                 | [ 91 ]  |
| 2 febbraio 2018  | Trofeo Luxardo Padova                       | CdM  | Sciabola | Squadre | Corea del Sud Gu Bon-gil Ha Han-sol Kim Jung-hwan Oh Sang-uk                      | Italia Enrico Berrè Luca Curatoli Aldo Montano Luigi Samele                             | Ungheria Tamás Decsi Csanád Gémesi András Szatmári Áron Szilágyi                                              | [ 92 ]  |
| 9 febbraio 2018  | Leone di Bonn Bonn                          | CdM  | Fioretto | Indiv.  | Aleksey Cheremisinov                                                              | Alexander Massialas                                                                     | Guillaume Bianchi Jérémy Cadot                                                                                | [ 93 ]  |
| 9 febbraio 2018  | Leone di Bonn Bonn                          | CdM  | Fioretto | Squadre | Stati Uniti Miles Chamley-Watson Race Imboden Alexander Massialas Adam Mathieu    | Corea del Sud Ha Tae-gyu Kim Hyo-gon Lee Kwang-hyun Son Young-ki                        | Francia Jérémy Cadot Enzo Lefort Erwann Le Péchoux Julien Mertine                                             | [ 94 ]  |
| 16 febbraio 2018 | Coppa del Mondo Vancouver                   | CdM  | Spada    | Indiv.  | Bohdan Nikishyn                                                                   | Daniel Jerent                                                                           | Yannick Borel Pavel Pitra                                                                                     | [ 95 ]  |
| 16 febbraio 2018 | Coppa del Mondo Vancouver                   | CdM  | Spada    | Squadre | Francia Mathias Biabiany Yannick Borel Ronan Gustin Daniel Jerent                 | Italia Lorenzo Buzzi Gabriele Cimini Enrico Garozzo Andrea Santarelli                   | Corea del Sud Jung Jin-sun Kweon Young-jun Park Kyoung-doo Park Sang-young                                    | [ 96 ]  |
| 23 febbraio 2018 | Siciabola di Wołodyjowski Varsavia          | CdM  | Sciabola | Indiv.  | Gu Bon-gil                                                                        | Matyas Szabo                                                                            | Ali Pakdaman Benedikt Wagner                                                                                  | [ 97 ]  |
| 23 febbraio 2018 | Siciabola di Wołodyjowski Varsavia          | CdM  | Sciabola | Squadre | Corea del Sud Gu Bon-gil Kim Jung-hwan Kim Jun-ho Oh Sang-uk                      | Iran Mojtaba Abedini Farzad Baher Aresbaran Ali Pakdaman Mohammad Rahbari               | Ungheria Tamás Decsi Csanád Gémesi Nikolász Iliász Áron Szilágyi                                              | [ 98 ]  |
| 16 marzo 2018    | Grand Prix Long Beach                       | GP   | Fioretto | Indiv.  | Race Imboden                                                                      | Andrea Cassarà                                                                          | Nicholas Choi Damiano Rosatelli                                                                               | [ 99 ]  |
| 23 marzo 2018    | Grand Prix Westend Budapest                 | GP   | Spada    | Indiv.  | Max Heinzer                                                                       | Alex Fava                                                                               | Jonathan Bonnaire Sergey Khodos                                                                               | [ 100 ] |
| 30 marzo 2018    | Grand Prix Seul                             | GP   | Sciabola | Indiv.  | Áron Szilágyi                                                                     | Kim Jung-hwan                                                                           | Eli Dershwitz Kamil Ibragimov                                                                                 | [ 101 ] |
| 4 maggio 2018    | Fioretto di San Pietroburgo San Pietroburgo | CdM  | Fioretto | Indiv.  | Maxime Pauty                                                                      | Alessio Foconi                                                                          | Aleksey Cheremisinov Lee Kwang-hyun                                                                           | [ 102 ] |
| 4 maggio 2018    | Fioretto di San Pietroburgo San Pietroburgo | CdM  | Fioretto | Squadre | Stati Uniti Miles Chamley-Watson Race Imboden Alexander Massialas Gerek Meinhardt | Italia Giorgio Avola Andrea Cassarà Alessio Foconi Daniele Garozzo                      | Francia Jérémy Cadot Enzo Lefort Erwann Le Péchoux Julien Mertine                                             | [ 103 ] |
| 11 maggio 2018   | Sciabola di Mosca Mosca                     | GP   | Sciabola | Indiv.  | Oh Sang-uk                                                                        | Luca Curatoli                                                                           | Mojtaba Abedini Gu Bon-gil                                                                                    | [ 104 ] |
| 11 maggio 2018   | Challenge Monal Parigi                      | CdM  | Spada    | Indiv.  | Nikolai Novosjolov                                                                | Bohdan Nikishyn                                                                         | Park Kyoung-doo Bas Verwijlen                                                                                 | [ 105 ] |
| 11 maggio 2018   | Challenge Monal Parigi                      | CdM  | Spada    | Squadre | Corea del Sud Jung Byeung-chan Jung Jin-sun Park Kyoung-doo Park Sang-young       | Ungheria Zsombor Bányai Daniel Berta András Peterdi András Redli                        | Ucraina Bohdan Nikishyn Ihor Reizlin Volodymyr Stankevych Roman Svichkar                                      | [ 106 ] |
| 18 maggio 2018   | Grand Prix Shanghai                         | GP   | Fioretto | Indiv.  | Richard Kruse                                                                     | Timur Safin                                                                             | Andrea Cassarà Race Imboden                                                                                   | [ 107 ] |
| 18 maggio 2018   | Città di Madrid Madrid                      | CdM  | Sciabola | Indiv.  | Enrico Berrè                                                                      | Veniamin Reshetnikov                                                                    | Daryl Homer Oh Sang-uk                                                                                        | [ 108 ] |
| 18 maggio 2018   | Città di Madrid Madrid                      | CdM  | Sciabola | Squadre | Corea del Sud Gu Bon-gil Ha Han-sol Kim Jung-hwan Oh Sang-uk                      | Italia Enrico Berrè Luca Curatoli Aldo Montano Luigi Samele                             | Russia Dmitriy Danilenko Kamil Ibragimov Konstantin Lokhanov Veniamin Reshetnikov                             | [ 109 ] |
| 25 maggio 2018   | Grand Prix Cali                             | GP   | Spada    | Indiv.  | Yannick Borel                                                                     | Jung Byeung-chan                                                                        | Daniel Jérent Park Sang-young                                                                                 | [ 110 ] |
| 5 giugno 2018    | Campionati africani Tunisi                  | CC   | Spada    | Indiv.  | Houssam El Kord                                                                   | Ahmad El Sokkary                                                                        | Alexandre Bouzaid Ahmed El Sayed                                                                              | [ 111 ] |
| 5 giugno 2018    | Campionati africani Tunisi                  | CC   | Spada    | Squadre | Egitto Adel Abdelrahman Ahmed El Sayed Ahmad El Sokkary Mahmoud Mohsen            | Senegal Cheikh Omar Diallo Bourama Kéba Sagnan Seckou Tounkara -                        | Algeria Menouar Benreguia Maxime Ichem Cade Mohamed Cherif Kraria -                                           | [ 112 ] |
| 5 giugno 2018    | Campionati africani Tunisi                  | CC   | Fioretto | Indiv.  | Alaaeldin Abouelkassem                                                            | Mohamed Ayoub Ferjani                                                                   | Mohamed Essam Victor Sintès                                                                                   | [ 113 ] |
| 5 giugno 2018    | Campionati africani Tunisi                  | CC   | Fioretto | Squadre | Egitto Alaaeldin Abouelkassem Marwan Ahmed Mohamed Essam Mohamed Hamza            | Tunisia Mohamed Ayoub Ferjani Mohamed Khalil Jouini Mohamed Aziz Metoui Mohamed Samandi | Algeria Roman Djitli Salim Heroui Yanis Baptiste Mabed Victor Sintès                                          | [ 114 ] |
| 5 giugno 2018    | Campionati africani Tunisi                  | CC   | Sciabola | Indiv.  | Farès Ferjani                                                                     | Mohamed Amer                                                                            | Hichem Samandi Mohab Samer                                                                                    | [ 115 ] |
| 5 giugno 2018    | Campionati africani Tunisi                  | CC   | Sciabola | Squadre | Egitto Mohamed Amer Ahmed Amr Mostafa Ayman Mohab Samer                           | Tunisia Amine Akkari Ahmed Ferjani Farès Ferjani Hichem Samandi                         | Algeria Akram Bounabi Hamza Adel Kasdi Anis Mairi -                                                           | [ 116 ] |
| 15 giugno 2018   | Campionati panamericani L'Avana             | CC   | Spada    | Indiv.  | J. A. Lugones Ruggeri                                                             | Rubén Limardo                                                                           | Jacob Hoyle Curtis McDowald                                                                                   | [ 117 ] |
| 15 giugno 2018   | Campionati panamericani L'Avana             | CC   | Spada    | Squadre | Stati Uniti Jacob Hoyle Dennis Kraft Curtis McDowald Jason Pryor                  | Venezuela Francisco Limardo Jesús Limardo Rubén Limardo Grabiel Lugo                    | Argentina José Felix Domínguez Agustín Gusman Jesús Andrés Lugones Ruggeri Alessandro Taccani                 | [ 118 ] |
| 15 giugno 2018   | Campionati panamericani L'Avana             | CC   | Fioretto | Indiv.  | Race Imboden                                                                      | Maximilien van Haaster                                                                  | Alexander Massialas Gerek Meinhardt                                                                           | [ 119 ] |
| 15 giugno 2018   | Campionati panamericani L'Avana             | CC   | Fioretto | Squadre | Stati Uniti Miles Chamley-Watson Race Imboden Alexander Massialas Gerek Meinhardt | Brasile Henrique Marques Heitor Shimbo Guilherme Toldo Marco Xavier                     | Canada Blake Broszus Eli Schenkel Mikhail Sweet Maximilien van Haaster                                        | [ 120 ] |
| 15 giugno 2018   | Campionati panamericani L'Avana             | CC   | Sciabola | Indiv.  | Eli Dershwitz                                                                     | Shaul Gordon                                                                            | Daryl Homer Andrew Mackiewicz                                                                                 | [ 121 ] |
| 15 giugno 2018   | Campionati panamericani L'Avana             | CC   | Sciabola | Squadre | Stati Uniti Eli Dershwitz Daryl Homer Geoffrey Loss Andrew Mackiewicz             | Canada Farès Arfa Marc Gélinas Shaul Gordon Pascal Lambert                              | Argentina Pietro José Di Martino Pascual María Di Tella Martin Ezequiel Lora Grunwaldt Stefano Ivan Lucchetti | [ 122 ] |
| 16 giugno 2018   | Campionato europeo Novi Sad                 | CC   | Spada    | Indiv.  | Yannick Borel                                                                     | Nikolai Novosjolov                                                                      | Bohdan Nikishyn Richard Schmidt                                                                               | [ 123 ] |
| 16 giugno 2018   | Campionato europeo Novi Sad                 | CC   | Spada    | Squadre | Russia Sergey Bida Nikita Glazkov Sergey Khodos Pavel Sukhov                      | Francia Yannick Borel Alex Fava Aymerick Gally Ronan Gustin                             | Italia Gabriele Cimini Marco Fichera Enrico Garozzo Andrea Santarelli                                         | [ 124 ] |
| 16 giugno 2018   | Campionato europeo Novi Sad                 | CC   | Fioretto | Indiv.  | Aleksey Cheremisinov                                                              | Daniele Garozzo                                                                         | Giorgio Avola Alexander Choupenitch                                                                           | [ 125 ] |
| 16 giugno 2018   | Campionato europeo Novi Sad                 | CC   | Fioretto | Squadre | Russia Timur Arslanov Aleksey Cheremisinov Timur Safin Dmitry Zherebchenko        | Italia Giorgio Avola Andrea Cassarà Alessio Foconi Daniele Garozzo                      | Polonia Krystian Gryglewski Leszek Rajski Andrzej Rządkowski Michał Siess                                     | [ 126 ] |
| 16 giugno 2018   | Campionato europeo Novi Sad                 | CC   | Sciabola | Indiv.  | Max Hartung                                                                       | Kamil Ibragimov                                                                         | Sandro Bazadze Dmitriy Danilenko                                                                              | [ 127 ] |
| 16 giugno 2018   | Campionato europeo Novi Sad                 | CC   | Sciabola | Squadre | Ungheria Tamás Decsi Csanád Gémesi András Szatmári Áron Szilágyi                  | Italia Enrico Berrè Luca Curatoli Aldo Montano Luigi Samele                             | Germania Max Hartung Richard Hübers Matyas Szabo Benedikt Wagner                                              | [ 128 ] |
| 17 giugno 2018   | Campionati asiatici Bangkok                 | CC   | Spada    | Indiv.  | Jung Jin-sun                                                                      | Dmitriy Alexanin                                                                        | Fong Hoi Sun Koki Kano                                                                                        | [ 129 ] |
| 17 giugno 2018   | Campionati asiatici Bangkok                 | CC   | Spada    | Squadre | Cina Dong Chao Lan Minghao Shi Gaofeng Xue Yangdong                               | Kazakistan Dmitriy Alexanin Elmir Alimzhanov Ruslan Kurbanov Vadim Sharlaimov           | Uzbekistan Roman Aleksandrov Fayzulla Alimov Javokhirbek Nurmatov Oleg Sokolov                                | [ 130 ] |
| 17 giugno 2018   | Campionati asiatici Bangkok                 | CC   | Fioretto | Indiv.  | Cheung Siu Lun                                                                    | Heo Jun                                                                                 | Ha Tae-gyu Huang Mengkai                                                                                      | [ 131 ] |
| 17 giugno 2018   | Campionati asiatici Bangkok                 | CC   | Fioretto | Squadre | Corea del Sud Ha Tae-gyu Heo Jun Lee Kwang-hyun Son Young-ki                      | Hong Kong Cheung Ka Long Cheung Siu Lun Choi Chun Yin Nicholas Choi                     | Giappone Kyōsuke Matsuyama Toshiya Saitō Takahiro Shikine Kenta Suzumura                                      | [ 132 ] |
| 17 giugno 2018   | Campionati asiatici Bangkok                 | CC   | Sciabola | Indiv.  | Gu Bon-gil                                                                        | Kim Jung-hwan                                                                           | Kim Jun-ho Ali Pakdaman                                                                                       | [ 133 ] |
| 17 giugno 2018   | Campionati asiatici Bangkok                 | CC   | Sciabola | Squadre | Cina Lu Yang Wang Shi Xu Yingming Yan Yinghui                                     | Iran Mojtaba Abedini Mohammad Fotouhi Ali Pakdaman Mohammad Rahbari                     | Corea del Sud Gu Bon-gil Kim Jung-hwan Kim Jun-ho Oh Sang-uk                                                  | [ 134 ] |
| 15 luglio 2018   | Campionato mondiale Wuxi                    | CM   | Spada    | Indiv.  | Yannick Borel                                                                     | Rubén Limardo                                                                           | Bohdan Nikishyn Roman Svichkar                                                                                | [ 135 ] |
| 15 luglio 2018   | Campionato mondiale Wuxi                    | CM   | Spada    | Squadre | Svizzera Max Heinzer Lucas Malcotti Michele Niggeler Benjamin Steffen             | Corea del Sud Jung Jin-sun Kweon Young-jun Park Kyoung-doo Park Sang-young              | Russia Sergey Bida Nikita Glazkov Sergey Khodos Pavel Sukhov                                                  | [ 136 ] |
| 15 luglio 2018   | Campionato mondiale Wuxi                    | CM   | Fioretto | Indiv.  | Alessio Foconi                                                                    | Richard Kruse                                                                           | Heo Jun Carlos Llavador                                                                                       | [ 137 ] |
| 15 luglio 2018   | Campionato mondiale Wuxi                    | CM   | Fioretto | Squadre | Italia Giorgio Avola Andrea Cassarà Alessio Foconi Daniele Garozzo                | Stati Uniti Miles Chamley-Watson Race Imboden Alexander Massialas Gerek Meinhardt       | Russia Timur Arslanov Aleksey Cheremisinov Timur Safin Dmitry Zherebchenko                                    | [ 138 ] |
| 15 luglio 2018   | Campionato mondiale Wuxi                    | CM   | Sciabola | Indiv.  | Kim Jung-hwan                                                                     | Eli Dershwitz                                                                           | Kamil Ibragimov Kim Jun-ho                                                                                    | [ 139 ] |
| 15 luglio 2018   | Campionato mondiale Wuxi                    | CM   | Sciabola | Squadre | Corea del Sud Gu Bon-gil Kim Jung-hwan Kim Jun-ho Oh Sang-uk                      | Italia Enrico Berrè Luca Curatoli Aldo Montano Luigi Samele                             | Ungheria Tamás Decsi Csanád Gémesi András Szatmári Áron Szilágyi                                              | [ 140 ] |

## Classifica generale

### Spada

#### Donne
| Pos. | Atleta            | Punti |
| ---- | ----------------- | ----- |
| 1    | Mara Navarria     | 221   |
| 2    | Ana Maria Popescu | 179   |
| 3    | Emese Szász       | 158   |
| 4    | Olena Kryvytska   | 132   |
| 5    | Sun Yiwen         | 126   |
| 6    | Kang Young-mi     | 124   |
| 7    | Choi In-jeong     | 113   |
| 8    | Katrina Lehis     | 109   |
| 9    | Vivian Kong       | 107   |
| 10   | Courtney Hurley   | 102,5 |

| Pos. | Nazione       | Punti |
| ---- | ------------- | ----- |
| 1    | Stati Uniti   | 346   |
| 2    | Corea del Sud | 316   |
| 3    | Russia        | 306   |
| 4    | Francia       | 288   |
| 5    | Cina          | 282   |

#### Uomini
| Pos. | Atleta             | Punti |
| ---- | ------------------ | ----- |
| 1    | Yannick Borel      | 214   |
| 2    | Bohdan Nikišyn     | 211   |
| 3    | Park Sang-young    | 179   |
| 4    | Rubén Limardo      | 146   |
| 5    | Jung Jin-sun       | 141   |
| 6    | Max Heinzer        | 126   |
| 7    | Nikolai Novosjolov | 101   |
| 8    | Dmitrij Aleksanin  | 93,5  |
| 9    | Curtis McDowald    | 87,5  |
| 10   | Kōki Kanō          | 87    |

| Pos. | Nazione       | Punti |
| ---- | ------------- | ----- |
| 1    | Corea del Sud | 360   |
| 2    | Russia        | 322   |
| 3    | Francia       | 308   |
| 4    | Svizzera      | 290   |
| 5    | Italia        | 270   |

### Fioretto

#### Donne
| Pos. | Atleta             | Punti |
| ---- | ------------------ | ----- |
| 1    | Inna Deriglazova   | 291   |
| 2    | Alice Volpi        | 254   |
| 3    | Lee Kiefer         | 203   |
| 4    | Inès Boubakri      | 159   |
| 5    | Arianna Errigo     | 148   |
| 6    | Ysaora Thibus      | 134   |
| 7    | Eleanor Harvey     | 128   |
| 8    | Leonie Ebert       | 113   |
| 9    | Svetlana Tripapina | 111   |
| 10   | Camilla Mancini    | 110   |

| Pos. | Nazione       | Punti |
| ---- | ------------- | ----- |
| 1    | Italia        | 388   |
| 2    | Russia        | 360   |
| 3    | Stati Uniti   | 344   |
| 4    | Francia       | 284   |
| 5    | Corea del Sud | 243   |

#### Uomini
| Pos. | Atleta               | Punti |
| ---- | -------------------- | ----- |
| 1    | Alessio Foconi       | 218   |
| 2    | Richard Kruse        | 200   |
| 3    | Race Imboden         | 192   |
| 4    | Andrea Cassarà       | 154   |
| 5    | Aleksey Cheremisinov | 151   |
| 6    | Timur Safin          | 147   |
| 7    | Daniele Garozzo      | 147   |
| 8    | Alexander Massialas  | 143   |
| 9    | Erwann Le Péchoux    | 120   |
| 10   | Giorgio Avola        | 117   |

| Pos. | Nazione       | Punti |
| ---- | ------------- | ----- |
| 1    | Stati Uniti   | 424   |
| 2    | Italia        | 356   |
| 3    | Corea del Sud | 308   |
| 4    | Russia        | 300   |
| 5    | Francia       | 254   |

### Sciabola

#### Donne
| Pos. | Atleta            | Punti |
| ---- | ----------------- | ----- |
| 1    | Olha Kharlan      | 190   |
| 2    | Sof'ja Velikaja   | 175   |
| 3    | Anna Márton       | 159   |
| 4    | Cécilia Berder    | 159   |
| 5    | Bianca Pascu      | 155   |
| 6    | Yana Egorian      | 140   |
| 7    | Kim Ji-yeon       | 128   |
| 8    | Sofia Pozdniakova | 128   |
| 9    | Rossella Gregorio | 119   |
| 10   | Dagmara Wozniak   | 115   |

| Pos. | Nazione       | Punti |
| ---- | ------------- | ----- |
| 1    | Francia       | 388   |
| 2    | Russia        | 364   |
| 3    | Italia        | 312   |
| 4    | Corea del Sud | 304   |
| 5    | Stati Uniti   | 260   |

#### Uomini
| Pos. | Atleta               | Punti |
| ---- | -------------------- | ----- |
| 1    | Eli Dershwitz        | 249   |
| 2    | Gu Bon-gil           | 197   |
| 3    | Kim Jung-hwan        | 195   |
| 4    | Áron Szilágyi        | 189   |
| 5    | Oh Sang-uk           | 178   |
| 6    | Kamil Ibragimov      | 173   |
| 7    | Luca Curatoli        | 156   |
| 8    | András Szatmári      | 139   |
| 9    | Max Hartung          | 122   |
| 10   | Veniamin Reshetnikov | 120   |

| Pos. | Nazione       | Punti |
| ---- | ------------- | ----- |
| 1    | Corea del Sud | 424   |
| 2    | Italia        | 364   |
| 3    | Ungheria      | 304   |
| 4    | Germania      | 258   |
| 5    | Iran          | 258   |